# Barthélemy Tisseur
Pour les articles homonymes, voir Tisseur.
Barthélemy Marie Louis Tisseur, né le 4 août 1812 et mort 28 janvier 1843, est un avocat français, professeur de littérature et auteur de poèmes.

## Biographie
Barthélemy Tisseur est le fils aîné d'une famille de quatre frères, né à Lyon le 4 août 1812 et mort tragiquement de noyade le 28 janvier 1843 à Neuchâtel. Leur père exerce la profession de marchand de rouennerie et leur mère, Françoise Durafor, est la fille d'un maître ferblantier. La particularité de cette famille réside dans le fait que les quatre frères ont la plume facile et un don pour la poésie: Barthélemy, l'aîné professeur, Jean, l'économiste, Alexandre, le prêtre et Clair, l'architecte.
Il suit ses études à Lyon où il est reçu bachelier en 1832 et part à Aix en 1833 pour suivre des études de droit où il rencontre Victor de Laprade avec qui il entretiendra une relation. De 1835 à 1837, il poursuit ses études de droit à Paris et se fait inscrire au barreau de Lyon comme avocat en décembre 1837, profession qu'il exerce pendant quatre ans sans goût ni conviction.
En 1841 le canton de Neuchâtel cherche un professeur de français pour sa chaire de littérature et par l'intermédiaire de Laprade la confie à Barthélemy Tisseur qui s'empresse d'accepter. Ses deux années en Suisse lui ont laissé du temps pour sa correspondance et pour poursuivre l'écriture de poèmes en vers qui ne seront publiés que quarante plus tard en 1885 par ses frères Jean et Alexandre. 